# افسانه سیزیف (مجموعه تلویزیونی)
افسانه سیزیف (به کره‌ای: 시지프스) یک مجموعه تلویزیونی محصول سال ۲۰۲۱ کره جنوبی و با بازیگری چو سونگ وو و پارک شین-هه است. این مجموعه تلویزیونی در ۱۷ فوریه ۲۰۲۱ منتشر شد.

## خلاصه داستان
سریال افسانه سیزیف دربارهٔ مهندسی نابغه به نام هان ته سول (چو سونگ وو) است که بنیان‌گذار شرکت Quantum and Time است. با کمک تلاش‌هایی که هان ته سول می‌کند شرکت کوانتوم تایم به یک شرکت در سطح جهانی تبدیل می‌شود. او در کره به عنوان یک معجزه گر و یک قهرمان ملی شناخته می‌شود اما واقعیت کمی متفاوت است. در واقعیت او پس از مرگ برادرش که ۱۰ سال پیش اتفاق افتاده، رفتارهای عجیب و غریبی از خودش نشان می‌دهد. زمانی که هان ته سول از حقیقت غیرقابل باوری در پشت مرگ برادرش مطلع می‌شود، سفر خطرناک او آغاز می‌شود.
کانگ سئو هی (پارک شین هه) یک نخبه جنگجوست. او می‌تواند بزرگ‌ترین مردان را فقط با زور دستش از بین ببرد. او یک تیرانداز ماهر است و می‌تواند بمب بسازد. کانگ سئو هی از این قابلیت‌های خود برای زنده ماندن در جهانی که تحت سلطه گانگسترها و افسانه‌های نظامی است استفاده می‌کند. زمانی که او با هان ته سول مواجه می‌شود، سفر طولانی و خطرناکی را آغاز می‌کند.